# The Whole World Is Watching
«The Whole World Is Watching» (с англ. — «Весь мир смотрит») — четвёртый эпизод американского мини-сериала «Сокол и Зимний солдат», основанного на персонажах комиксов Marvel Сэме Уилсоне и Баки Барнсе. Действия происходят после событий фильма «Мстители: Финал» (2019) в медиафраншизе «Кинематографическая вселенная Marvel» (КВМ). Сценарий к эпизоду написал Дерек Колстад, а режиссёром стала Кари Скогланд.
Энтони Маки и Себастиан Стэн повторяют свои роли Сэма Уилсона и Баки Барнса из серии фильмов. Спеллман был нанят в октябре 2018 года в качестве главного сценариста сериала, а Скогланд присоединилась к нему в мае 2019 года. Съёмки проходили на студии «Pinewood Atlanta Studios», а местом были столичный район Атланты и Праги.
Эпизод «The Whole World Is Watching» вышел на «Disney+» 9 апреля 2021 года.

## Сюжет

Джон Уокер с окровавленным щитом после убийства члена террористической группировки «Разрушители флагов»

Баки Барнсу удаётся уговорить Айо подождать и не забирать Гельмута Земо, чтобы он помог им найти Карли Моргенто, но она даёт ему только 8 часов. С помощью Земо герои выслеживают Карли на похоронах в Риге, но туда также приходят Джон Уокер и Лемар Хоскинс. Сэм Уилсон просит его не вмешиваться и просит дать 10 минут. Затем он разговаривает с Карли наедине и пытается убедить её отказаться от жестоких убийств, но она принципиальна в своих взглядах. Уокер, истратив терпение, прерывает разговор. Завязывается сражение с суперсолдатами, а Карли сбегает и направляется в хранилище с сывороткой. Земо выслеживает девушку и ранит её из пистолета, из-за чего Карли роняет флаконы с сывороткой. Земо разбивает их. Уокер останавливает барона и забирает себе единственный оставшийся флакон, а напарник Карли помогает ей уйти. Тем временем, Айо и другие стражницы из «Дора Миладже» приходят к Сэму и Баки, чтобы забрать Земо. Пришедший Джон Уокер отказывается выдать его из-за отсутствия у Доры Миладже юрисдикции. Начинается бой между стражницами «Дора Миладже» и новым Капитаном Америка, в который затем вмешиваются и Сэм с Баки, а Земо, пользуясь случаем, ускользает из квартиры. Побеждённый и сломленный вакандскими стражницами Уокер вводит себе сыворотку суперсолдата. Моргенто угрожает Саре — сестре Сэма, чтобы пригласить его на встречу. Карли пытается убедить его присоединиться, но их разговор вновь прерывается очередным появлением Уокера. В пылу сражения Карли убивает Лемара Хоскинса. Разъярённый Уокер преследует её напарника и убивает его щитом на глазах у перепуганных горожан, снимающих все на свои телефоны, транслируя этот случай на весь мир.

## Производство

### Разработка
К октябрю 2018 года «Marvel Studios» разрабатывала мини-сериал с участием Сэма Уилсона / Сокола (Энтони Маки) и Баки Барнса / Зимнего солдата (Себастиан Стэн) из фильмов Кинематографической вселенной Marvel (КВМ). Малкольм Спеллман был нанят в качестве главного сценариста сериала, который был официально объявлен как «Сокол и Зимний солдат» в апреле 2019 года. Месяц спустя Кари Скогланд была нанята в качестве режиссёра мини-сериала. Дерек Колстад присоединился к команде сценаристов сериала в июле 2019 года и в марте 2019 года сообщил, что он написал сценарий к четвёртому эпизоду сериала. Эпизод называется «The Whole World Is Watching», что является отсылкой к фразе, которую скандировали протестующие против войны во Вьетнаме на Национальном съезде Демократической партии 1968 года. Скогланд и главный сценарист Малкольм Спеллман, наряду с Кевином Файги, Луисом Д’Эспозито, Викторией Алонсо и Нейтом Муром стали исполнительными продюсерами:15.

### Сценарий
В эпизоде немного обсуждается ПТСР, от которого страдает Джон Уокер / Капитан Америка, причём актёр Уайатт Рассел объяснил, что обстоятельства, окружающие Медали Почёта персонажа, представляют для него неудачу, и его попытки исправить эти ошибки делают ситуацию ещё хуже. Рассел обсудил этого персонажа с одним из тренеров сериала, бывшим морским пехотинцем, и он предложил Расселу послушать интервью с награждённым Медалью Почёта морским пехотинцем Дакотой Майером в качестве исследования для своего персонажа. Рассел чувствовал, что Уокер был тем персонажем, который нужен, когда идёт война, но он иногда может перейти «все границы», и именно так Рассел описал убийство Нико Уокером в конце эпизода. Он добавил, что Нико «не заслуживал быть убитым щитом. Но он плохой парень». Рассел также сравнил этого персонажа с «чрезмерно усердным полицейским», который использует «чрезмерную силу, чтобы добиться того, чего он хочет», что неприемлемо в современном обществе, ссылаясь на жёсткость полиции в США. Рассел сказал, что правительство США было семьёй Уокера, и они обучили его быть убийцей через его военное прошлое, так что в Уокере присутствует роботизированное качество, когда он убивает Нико, потому что он просто делает свою работу, не думая о моральных последствиях.
Обсуждая символику финальной сцены эпизода, Мур сказал, что все персонажи сериала пытаются примириться с разницей между реальностью и идеалами, и щит Капитана Америки представляет некоторые из этих идеалов, поскольку он ранее принадлежал Стиву Роджерсу, который представлял собой идеалы сотворения правильных поступков. Мур чувствовал, что вид щита, покрытого кровью, был по своей сути эффектным из-за того, что кровь покрывала символ этих идеалов, и отметил, что у фанатов была внутренняя реакция на это, когда эпизод был выпущен. Он также сказал, что центральной идеей сериала было исследование того, что значит быть американцем и патриотом, особенно с точки зрения Уилсона, и он чувствовал, что, чтобы сделать это честно, они не могли игнорировать образ американского символа, используемого для убийства безоружного человека. Спеллман чувствовал, что это был неизбежный вывод для сериала, и не был сделан из какой-либо повестки дня, чувствуя, что сериал был бы подвергнут критике, если бы он попытался избежать таких сложных тем. Маки признал, что щит использовался в качестве оружия в КВМ и раньше, но его никогда не использовали публично и негероическим способом, как сейчас, и он сказал, что использование крови добавляет эффект к сцене, так как предыдущие фильмы КВМ редко показывали кровь во время боевых сцен. Актриса Эдиперо Одуйе добавила, что «иногда людям надо увидеть кровь, чтобы это было реальным», и чувствовала, что эта сцена была тем моментом, когда люди больше не могут не обращать внимания на реальность.

### Подбор актёров
Главные роли в эпизоде исполняют Энтони Маки (Сэм Уилсон), Себастиан Стэн (Баки Барнс), Эмили Ванкэмп (Шэрон Картер), Уайатт Рассел (Джон Уокер / Капитан Америка), Эрин Келлиман (Карли Моргенто), Флоренс Касумба (Айо), Эдиперо Одуйе (Сара Уилсон) и Даниэль Брюль (Гельмут Земо):48:03–48:38. Также в эпизоде появляются Кле Беннетт (Лемар Хоскинс), Десмонд Чиам (Дович), Дэни Дити (Джиджи), Индиа Басси (ДиДи), Ренес Ривера (Леннокс), Тайлер Дин Флорес (Диего), Ноа Миллс (Нико), Джанешиа Адамс-Гиньярд (Номбл), Зола Уильямс (Йама) и Вероника Фалькон (мама Доня):49:17.

### Съёмки и визуальные эффекты
Съёмки начались в 31 октября 2019 года в павильонах студии «Pinewood Atlanta» в Атланте, Джорджия, где режиссёром стала Скогланд, а П. Дж. Диллон выступил в качестве оператора:15. Натурные съёмки проходили в мегаполисе Атланты и в Праге. Визуальные эффекты для эпизода были созданы «Tippett Studio», «QPPE», «Rodeo FX», «Crafty Apes», «Cantina Creative» и «Digital Frontier»:50:36–50:49.

## Маркетинг
19 марта 2021 года «Marvel» анонсировала серию плакатов, созданных различными художниками для сериала, а 14 апреля был представлен плакат к эпизоду «The Whole World Is Watching», созданный дизайнером Доули. После выхода эпизода Marvel анонсировала товары, вдохновлённые этим эпизодом, в рамках еженедельной акции «Marvel Must Haves» для каждого эпизода сериала, включая одежду и аксессуары.

## Релиз
Эпизод «The Whole World Is Watching» был выпущен на «Disney+» 9 апреля 2021 года.

## Отзывы
Агрегатор рецензий «Rotten Tomatoes» присвоил эпизоду рейтинг 91 % со средним баллом 7,79/10 на основе 32 отзывов. Консенсус критиков на сайте гласит: «Более тёмный эпизод, который обеспечивает тонну развития персонажей, „The Whole World Is Watching“ создаёт почву для эпической, даже если и потенциально переполненной, финишной прямой».
Дав эпизоду 9 баллов из 10, Мэтт Пёрслоу из «IGN» счёл этот эпизод «пока что самой тёмной, самой серьёзной главой сериала», высоко оценив его сосредоточенность на вопросах сериала и то, как это позволило глубже исследовать мотивацию таких персонажей, как Уокер и Моргенто. Он критиковал то, как сериал справлялся с реакцией на Скачок, особенно с реакцией участников организации «Разрушители флагов» на ГСР, и «несколько несложным» появлением Дора Миладже, но он действительно посчитал, что последовавшая сцена драки с Дора Миладже примечательна своим психологическим воздействием на Уокера. В завершение Пёрслоу сказал, что, хотя эпизод ознаменовал собой «внезапное отклонение от стиля бадди-комедии, который создавали предыдущие главы», более тёмный тон позволил ему рассказать свою историю с «адекватным весом, которого требуют темы шоу». Суланья Мисра из «The A.V. Club» дала эпизоду оценку «A—» и написала, что «The Whole World Is Watching» вернулся к эмоциональной сквозной линии из первых двух эпизодов. Она высоко оценила актёрскую игру Рассела в этом эпизоде, заявив, что он смог найти «удивительный баланс между разочарованиями и страхами Уокера», а также выделила появление Дора Миладже и дизайн похорон Дони Мадани. Алан Сепинуолл из «Rolling Stone» считал, что у Стэна были сильные актёрские моменты в первом флэшбэке Ваканды, назвав его изображение эмоций Барнса «таким ощутимым». Кроме того, он чувствовал, что кадр Доры Миладже, держащей щит Капитана Америки, был «одним из самых запоминающихся образов, которые дало нам это шоу», несмотря на то, что он длился всего несколько секунд.
Брайан Таллерико из «Vulture» далу эпизоду 4 звезды из 5, сказав, что он создаёт историю о том, «что именно значит быть героем в 2021 году», и почувствовал, что сериал был «одним из самых морально сложных постановок» КВМ. Однако он критически отнёсся к смерти Лемара Хоскинса, чёрного человека, назвав это примером тропа «женщина в холодильнике», поскольку он был использован для дальнейшего развития сюжетной арки Джона Уокера. Леонардо Адриан Гарсиа из «IndieWire» был менее позитивно настроен к этому эпизоду, дав ему оценку «C+». Он посчитал его менее захватывающим, чем предыдущие эпизоды, из-за сосредоточенности на Моргенто и Уокере, и чувствовал, что его темп был «удивительно медленным». В частности, он назвал акцент на Джоне Уокере «утомительным», добавив, что всё с этим персонажем «отрывается как одна нота». Гарсиа надеялся, что в последних двух эпизодах сериал вернётся к своему формату бадди-комедии, будет «битком набит действием» и свяжет сюжетные нити. Тем не менее Гарсиа наслаждался начальной сценой в Ваканде и появлением Дора Миладже, сказав, что, как и «Ванда/Вижн», сериал «обеспечивал горе и травму со всех фронтов».